# Ère Eiman
L'ère Eiman (永万) est une des ères du Japon (年号, nengō, lit. « nom de l'année ») après l'ère Chōkan et avant l'ère Ninnan. Cette ère couvre la période allant du mois de juin 1165 au mois d'août 1166. L'empereur régnant est Rokujō-tennō (六条天皇).

## Changement d'ère
- 13 février 1165 Eiman gannen (永万元年?) : Le nom de la nouvelle ère est créé pour marquer un événement ou une série d'événements. L'ère précédente se termine là où commence la nouvelle, en Chōkan 3, le 5e jour du 6e mois de 1165[3].

## Événements de l'ère Eiman
- 1165 (Eiman 1) : Le jeune fils de l'empereur Nijō est nommé héritier apparent et ce prince héritier devient bientôt l'empereur Rokujō[4].
- 3 août 1165 (Eiman 1, 25e jour du 6e mois) : Durant la 7e année du règne de l'empereur Nijō'(桓武天皇7年), l'empereur tombe si gravement malade qu'il doit démissionner et la succession (senso) est reçue par son fils. Peu après, l'empereur Rokujō est déclaré avoir accédé au trône (sokui)[5].
- 4 septembre 1165 (Eiman 1, 27e jour du 7e mai) : L'ancien empereur Nijō meurt à l'âge de 22 ans[6].

| Eiman     | 1re  | 2e   |
| Grégorien | 1165 | 1166 |